# Собор у Ґурку

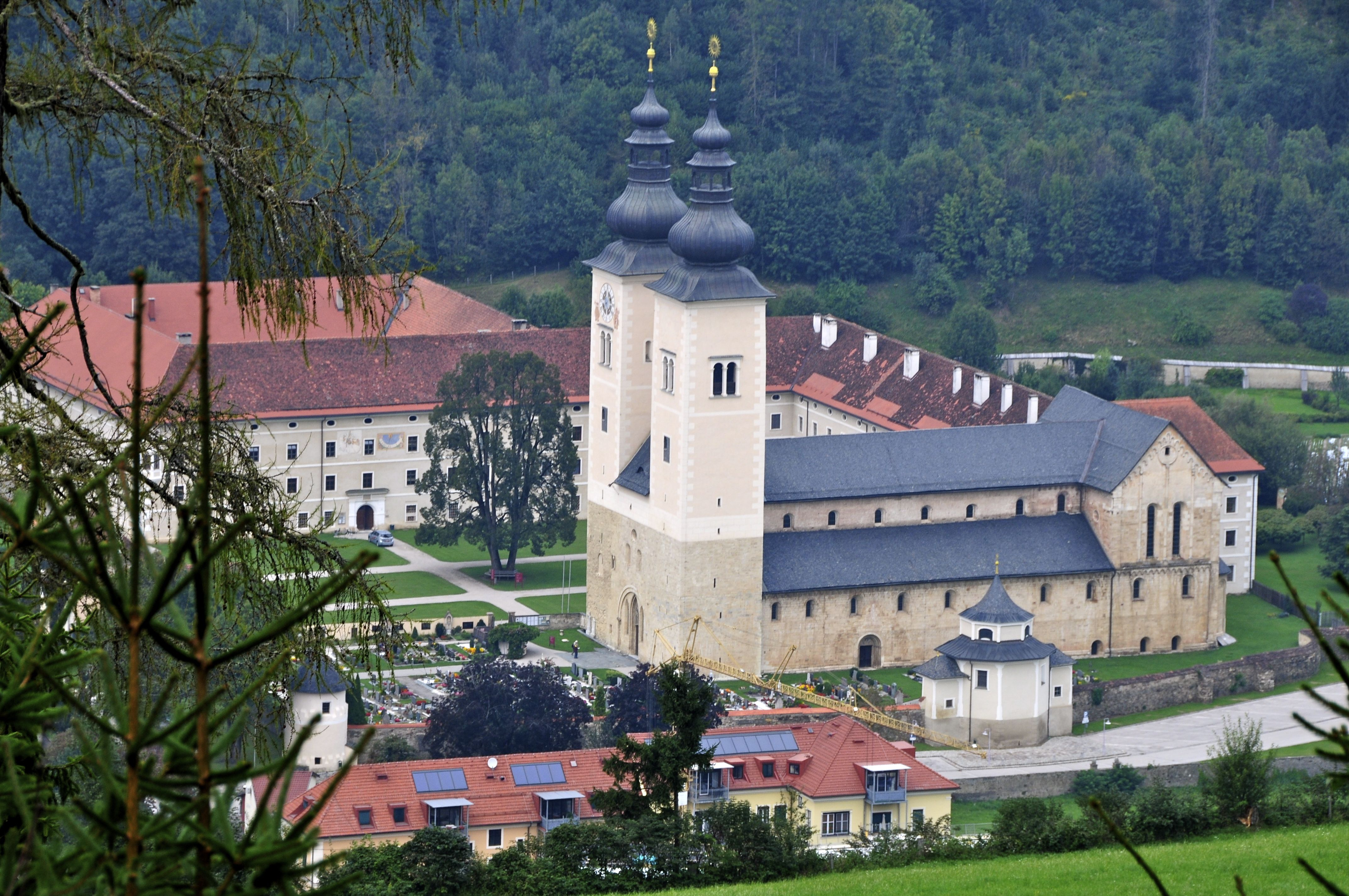
Собор у Ґурку

Собор у Ґурку (нім. Dom zu Gurk, офіційно Pfarr- und ehemalige Domkirche Mariae Himmelfahrt, словен. Bazilika v Krki) — романська опорна базиліка в Ґурку, австрійська земля Каринтія. Колишній собор і нинішній співкатедральний собор католицької єпархії Ґурк був побудований з 1140 по 1200 рік. Це одна з найважливіших романських будівель Австрії.
Після освячення в 1174 році могила святої Гемми з Ґурка була перенесена туди з колишнього абатства Ґурк, бенедиктинського жіночого монастиря, який вона заснувала в 1043 році і який був розпущений архієпископом Гебхардом Зальцбурзьким у 1070/72 роках, щоб фінансувати новостворену церкву Ґуркської єпархії та будівництво собору. Кафедральний капітул, заснований у 1123 році, у 1787 році переїхав до Клагенфурта.

## Будова
Подовжена будівля має вестверк із двома вежами, галереєю, склепом і трьома апсидами. Крипта зі 100 колонами є найстарішою частиною собору. Посеред сільської місцевості Ґурктал, величний 60 м (200 фут) високий шпиль-близнюк собору можна побачити з дуже великої відстані.

## Галерея

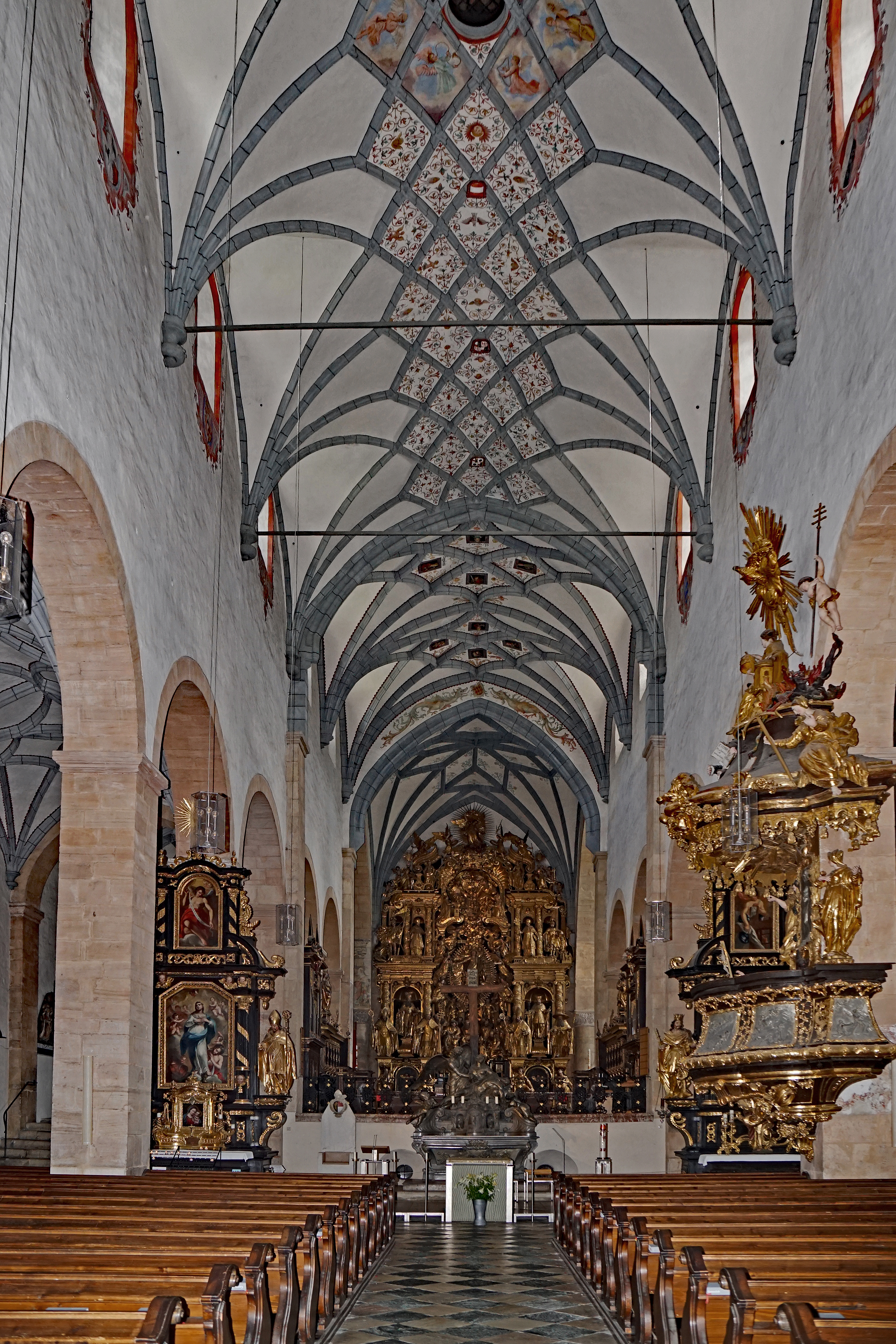
Інтер'єр
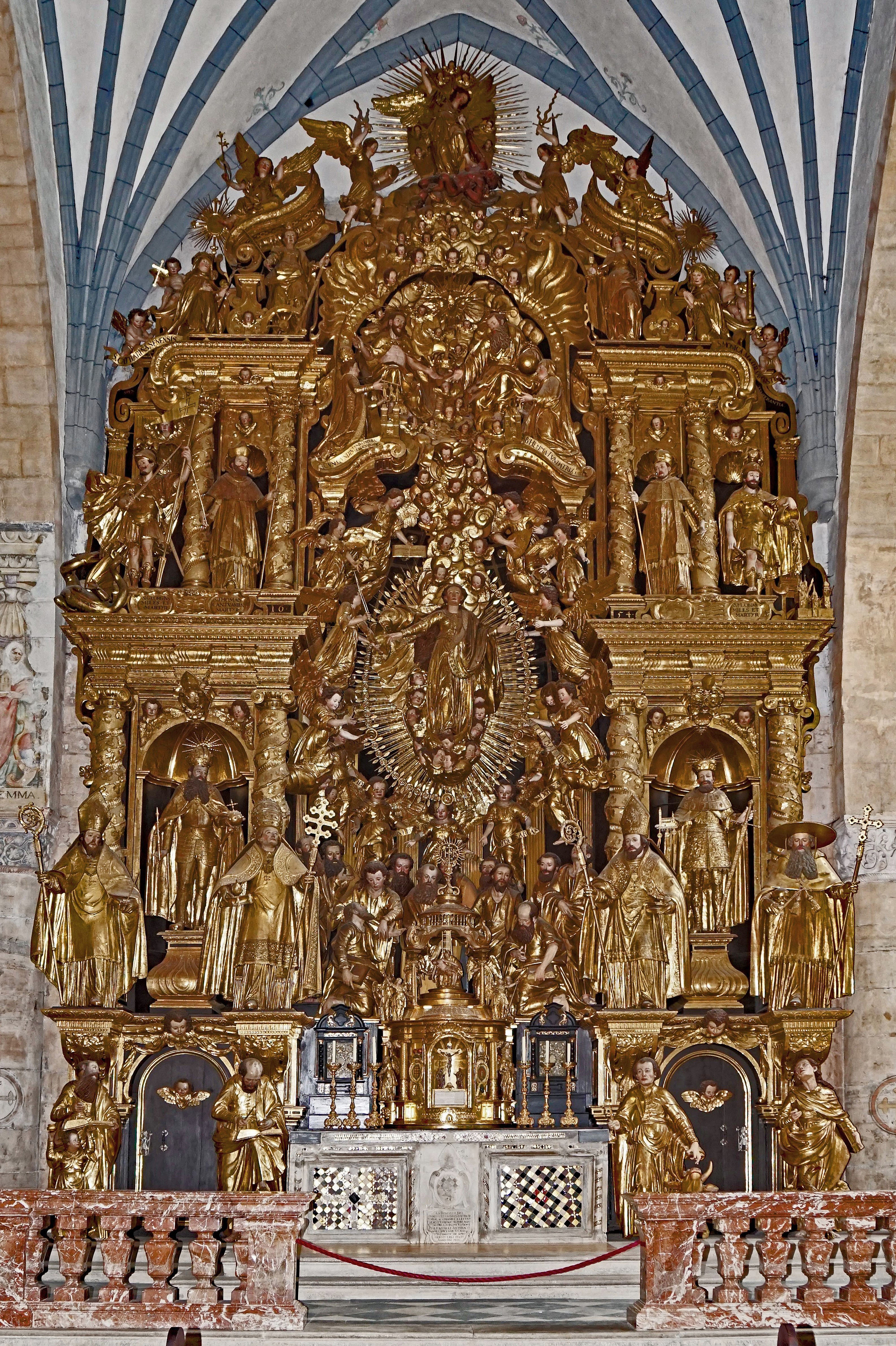
Головний вівтар